# Collegio Nazareno

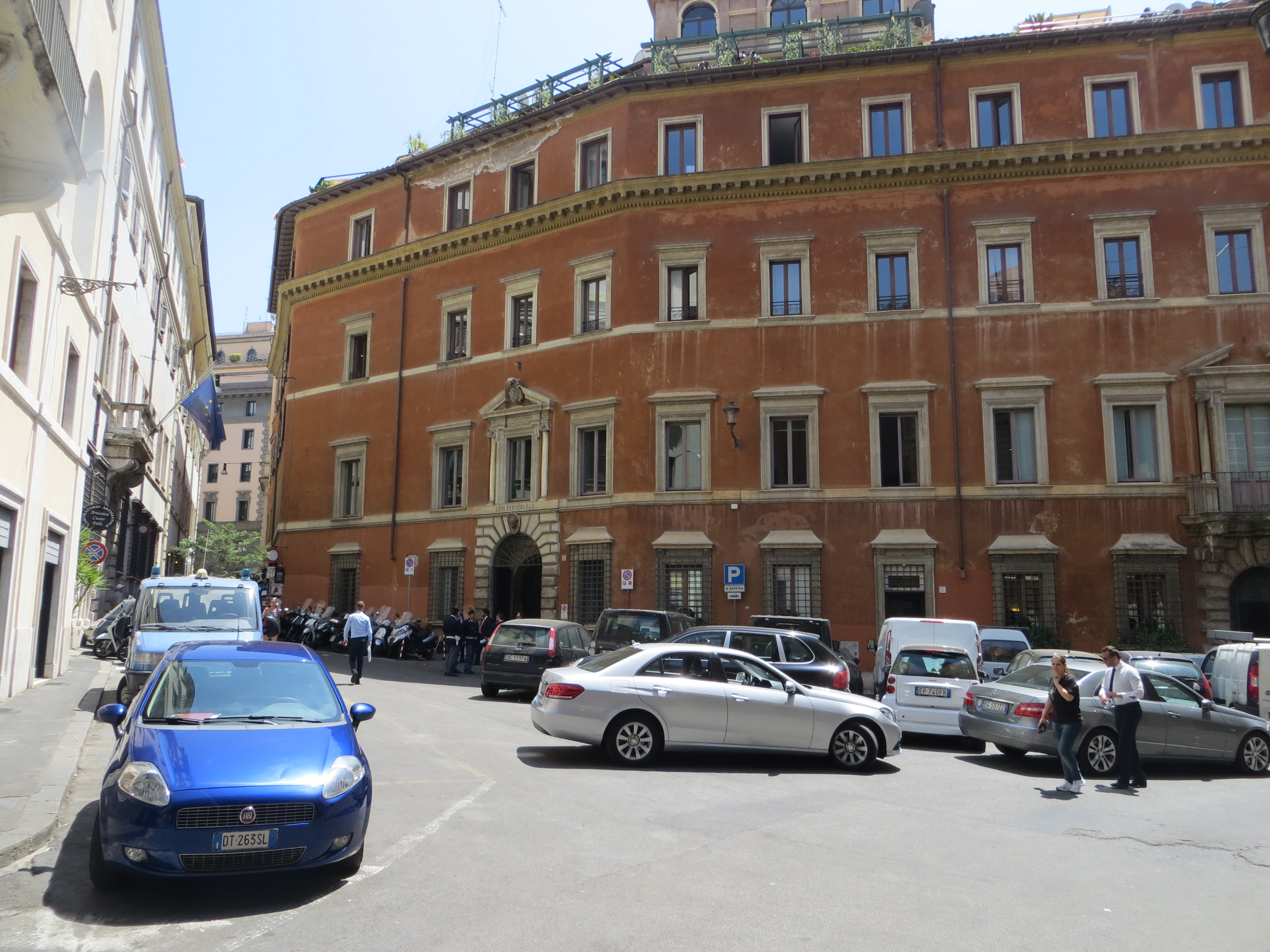
Largo del Nazareno, Rom, Mai 2015

Das Collegio Nazareno war eine der renommiertesten Bildungs- und Studieneinrichtungen Roms im 17. und 18. Jahrhundert.

## Geschichte
Das Collegio Nazareno wurde 1622 durch die Initiative von Michelangelo Kardinal Tonti, dem Titularerzbischof von Nazareth, gegründet. Er stellte hierzu einen Teil seines Eigentums neben seinem Palast an der Via del Bufalo in Rom zur Verfügung, um mit José Calasanz, dem Begründer des Piaristenordens, eine Schule für die Bildung von jungen Männern aus den Armenvierteln zu gründen. Durch den plötzlichen Tod von Michelangelo Tonti und darauffolgende Erbstreitigkeiten verzögerte sich die Eröffnung bis 1630 hinaus. José Calasanz war Gründungsrektor von 1630 bis 1643. Die Schule entwickelte sich zu einer der renommiertesten Bildungs- und Studieneinrichtungen Roms.
Im 19. Jahrhundert wurde das Collegio Nazareno in eine Stiftung umgewandelt. Neben einem privaten Schulbetrieb mit den Schwerpunkten Musik, Wissenschaft und Linguistik ist dort das Museo Naturalistico Mineralogico angesiedelt. Ebenso haben die Congregazione Lauretana (gegründet 1644) und die Accademia degli Incolti (gegründet 1658) hier ihren Sitz.

## Persönlichkeiten
- Giuseppe Kardinal Firrao (1736–1830), Schulbesuch Anfang 18. Jh.
- Giulio Maria Kardinal della Somaglia (1744–1830), Schulbesuch Mitte 18. Jh.
- Scipione Breislak (1750–1826), italienisch-deutscher Professor für Mineralogie und Geologie, unterrichtete am Collegio Nazareno
- Pietro Kardinal Vidoni (1759–1830), Schulbesuch von 1771 bis 1778
- Ercole Kardinal Dandini (1759–1840), Schulbesuch von 1772 bis 1779
- Carlo Maria Kardinal Pedicini (1769–1843), Schulbesuch von 1783 bis 1789
- Tommaso Kardinal Riario Sforza (1782–1857), Schulbesuch von 1793 bis ca. 1804